# Roestbuikorganist
De roestbuikorganist (Euphonia fulvicrissa) is een zangvogel uit de familie Fringillidae (vinkachtigen).

## Verspreiding en leefgebied
Deze soort telt 3 ondersoorten:
- E. f. fulvicrissa: van centraal Panama tot westelijk Colombia.
- E. f. omissa: centraal Colombia.
- E. f. purpurascens: zuidwestelijk Colombia en noordwestelijk Ecuador.